# Jonathan House
Jonathan Mallory House (* 22. Juni 1950) ist ein US-amerikanischer Offizier und Militärhistoriker.

## Leben
House lehrte am U.S. Army Command and General Staff College, Leavenworth (Kansas). Zuvor diente er als Nachrichtenoffizier (Military Intelligence) in der U.S. Army.

## Werke
Die aufgelisteten Werke sind eine unvollständige Auswahl.
- mit David M. Glantz: Armageddon in Stalingrad. September-November 1942, University Press of Kansas, 2009 (zweiter Band einer Trilogie über Stalingrad)
- mit David M. Glantz: To the gates of Stalingrad. Soviet-German combat operations, April-August 1942, University Press of Kansas 2009 (erster Band einer Trilogie über Stalingrad)
- mit David M. Glantz: The Battle of Kursk, University of Kansas Press, Lawrence/Kansas 1999, ISBN 0-7006-0978-4.
- mit David M. Glantz: When Titans clashed – How the Red Army stopped Hitler, Kansas University Press, Kansas 1995. ISBN 978-0-7006-0899-7.
- Military intelligence, 1870–1991 : a research guide, 1993.